# Djiri
Pour les articles homonymes, voir Djiri (rivière).
Djiri est le dernier et neuvième (9e) arrondissement de Brazzaville. Créé le 17 mai 2011, il couvre une superficie de 83,46 km2. L'arrondissement est traversé par la rivière Djiri. 

## Géographie
Djiri est situé au nord de Brazzaville, il est limitrophe au sud des arrondissements de Mfilou, Moungali, Ouenze et Talangaï.

## Histoire
Le projet de loi créant cet arrondissement et de l’arrondissement de Madibou a été approuvé par le parlement de la république du Congo au cours de la session extraordinaire du 17 au 31 janvier 2011.

## Quartiers
L'arrondissement est divisé en 7 quartiers :
- 901	Mikalou Madzouna
- 902	Jacques Opangault
- 903	Matari
- 904	Nkombo
- 905	Itatolo
- 906	Impoh Manianga
- 907	Makabandilou

## Infrastrures et services
L'hôpital général de Djiri (HGD) est créé le 15 décembre 2021.